# Epinephelus andersoni
Epinephelus andersoni är en fiskart som beskrevs av Boulenger, 1903. Epinephelus andersoni ingår i släktet Epinephelus och familjen havsabborrfiskar. IUCN kategoriserar arten globalt som nära hotad. Inga underarter finns listade i Catalogue of Life.